# Kvarnsjön, Tumba
Kvarnsjön är en sjö  i Tumba i Botkyrka kommun i Södermanland som ingår i Norrströms huvudavrinningsområde. Sjön är 14,2 meter djup, har en yta på 0,0494 kvadratkilometer och befinner sig 17,1 meter över havet. Sjön avvattnas av vattendraget Tumbaån.
Sjön är cirka 500 meter lång och 150 meter bred. Den har sitt tillflöde från Uttran och sitt utflöde via Tumbaån till Tullingesjön. Vid Tumbaån anlades 1755 Tumba pappersbruk som nyttjade sjöns och åns vattenkraft. Norr om sjön ligger Uttrans sjukhus, och längs dess södra strand löper Västra stambanan. Strax söder om järnvägen ligger Segersjö med idrottsplatsen Rödstu hage.

## Delavrinningsområde
Kvarnsjön ingår i delavrinningsområde (656649-161669) som SMHI kallar för Inloppet i Tullingesjön. Medelhöjden är 44 meter över havet och ytan är 21,07 kvadratkilometer. Räknas de 2 avrinningsområdena uppströms in blir den ackumulerade arean 47,1 kvadratkilometer. Tumbaån som avvattnar avrinningsområdet har biflödesordning 2, vilket innebär att vattnet flödar genom totalt 2 vattendrag innan det når havet efter 23 kilometer. Avrinningsområdet består mestadels av skog (44 procent) och jordbruk (11 procent). Avrinningsområdet har 0,01 kvadratkilometer vattenytor vilket ger det en sjöprocent på 0 procent. Bebyggelsen i området täcker en yta av 7,55 kvadratkilometer eller 36 procent av avrinningsområdet.